# 綿貫みらる
綿貫 みらる（わたぬき みらる、1995年10月2日 - ）は、日本のファッションモデル。東京都出身。

## 略歴
デビュー当時はジュネス企画に所属していた。その後、レプロエンタテインメント、K-VISIONへの所属を経て無所属となる。
ジュネス企画所属当時は綿貫 未来月の名で活動していた（読みは同じ）。レプロへの移籍とともに改名し、2008年から2009年まで新潮社『ニコ☆プチ』の専属モデル・プチ㋲を務めた。
2015年、東京ガールズコレクションのオーディションに別名で参加し、3次審査を通過。セミファイナリスト30

## 出演

### テレビ番組
- ぷっちNUKI（2005年、テレビ東京） - 「小悪魔ちゃんくらぶ」メンバー
- 天才てれびくんMAX（2006年、NHK教育テレビ） - 「ダッシュマン」ミラル 役

### CM
- ルル（第一三共ヘルスケア）

## モデル活動

### ポスター
- 日本看護協会

### カタログ
- 学校用品カタログ（内田洋行）
- DAISY LOVERS（2009年、ナルミヤ・インターナショナル）

### 雑誌
- ムック LemonTeen plus（バウハウス）
- こどもブティック CUCITO（ブティック社）
- Kids Style（オリコン・エンタテインメント）
- 小学五年生（小学館） - 2006 読者モデルグランプリ
- 小学六年生 2007年2・3月号（小学館）
- 美しいキモノ 2007年春号・2009年春号（アシェット婦人画報社）
- ニコ☆プチ 2008年 - 2009年6月号（新潮社） - 専属モデル
- DiaDaisy（2009年、小学館） - レギュラーモデル